# Abegesta
Abegesta es un género de polillas perteneciente a la familia Crambidae descrito por Eugene G. Munroe en 1964.

## Especies
Este género contiene las siguientes especies:
- Abegesta concha (Munroe, 1964)
- Abegesta reluctalis (Hulst, 1886)
- Abegesta remellalis (Druce, 1899)